# Schietstoel

De piloot van deze F-16 gebruikt de schietstoel. De piloot van het demonstratieteam de 'Thunderbirds' kwam na een manoeuvre te laag bij de grond, waardoor zijn enige overlevingskans was om per schietstoel het toestel te verlaten

Een schietstoel is een systeem dat doorgaans in militaire vliegtuigen wordt toegepast om de bemanningsleden te redden als het toestel onbestuurbaar is geworden. De stoel wordt door middel van een kleine raket uit het vliegtuig geschoten (vandaar de naam), waarna zich een parachute ontplooit en de piloot veilig aan de grond kan komen. In het verleden zijn schietstoelen ook gebruikt in bemande ruimtevaartuigen zoals de Russische Vostok capsules en Amerikaanse Gemini-capsules. Ook zijn er helikopters met een schietstoel. De Russische Kamov Ka-50 was de eerste die hiermee uitgerust was.

## Geschiedenis
In het begin van de luchtvaart stapten de piloten gewoon op de vleugel van hun toestel, of ze draaiden het toestel ondersteboven, maakten hun gordel los en lieten zich in het zwerk vallen. Met het toenemen van de snelheid van de machines was dit niet meer mogelijk, doordat de piloot dikwijls werd getroffen door de staart van het toestel. Daarom werd gezocht naar een meer doeltreffende methode. De eerste schietstoel werd tijdens de Tweede Wereldoorlog in Duitsland ontwikkeld en werkte met perslucht. Het prototype van de Heinkel He 280 straaljager werd er als eerste mee uitgerust. Toen het toestel op 13 januari 1942 onbestuurbaar raakte, wist testpiloot Helmut Schenk zich met succes te redden. Het eerste toestel in actieve dienst dat met een schietstoel was uitgerust, was de Heinkel He 219 nachtjager. Eind 1944 namen de Duitsers een nieuw type schietstoel in gebruik. Hierbij was de perslucht vervangen door een explosieve lading. Dit type werd toegepast in de Heinkel He 162 Volksjager.
Na de oorlog werden schietstoelen veelal ontwikkeld door het Britse bedrijf Martin-Baker. Al snel voldeden ook explosieve ladingen niet meer, en werd overgeschakeld op raketten, omdat daarbij de g-krachten, hoewel nog steeds groot, kleiner zijn dan bij een explosieve lading. In 1958 werd de eerste raketschietstoel toegepast in de F-102 Delta Dagger. 

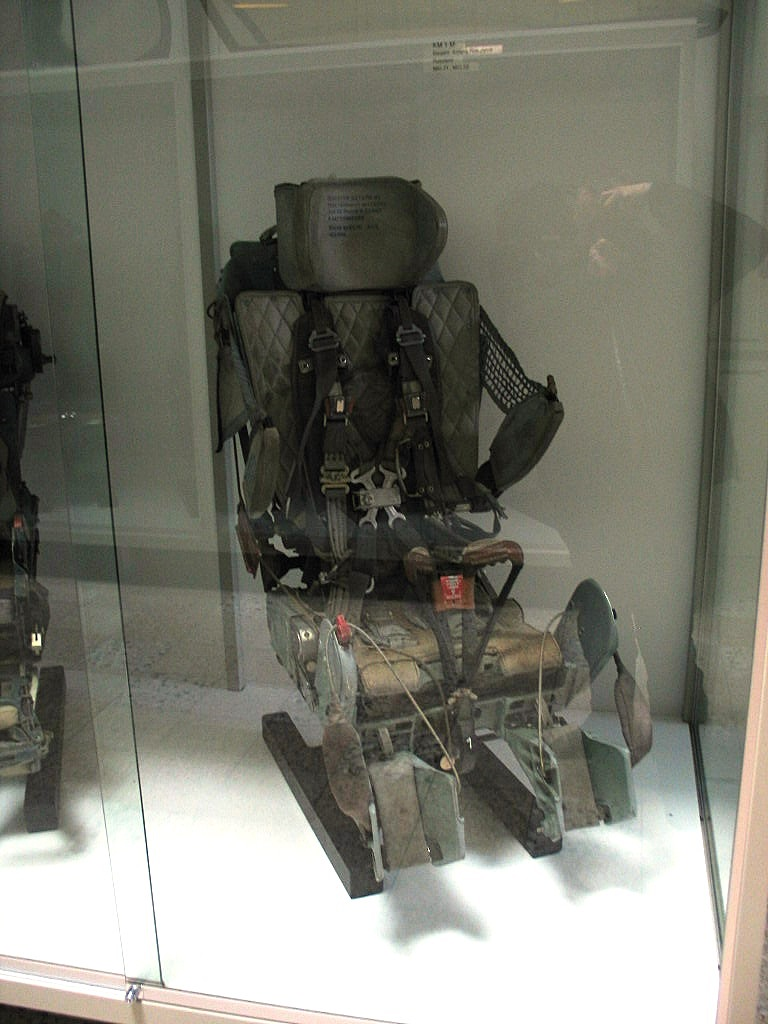
Schietstoel

## Ontwikkelingen
Bij raketaandrijving kan de versnelling geleidelijker verlopen dan bij een explosieve lading, waardoor minder verwondingen aan de wervelkolom optreden. Een andere bron van verwondingen wordt gevormd door de cockpitkoepel (canopy). De huidige schietstoelen werken dermate snel dat er geen tijd is om te wachten tot de canopy geopend is. De piloot wordt daarom soms door de canopy heen geschoten, of de canopy wordt eerst van het toestel gesepareerd voordat de schietstoel zich in beweging zet.
Er zijn ook onderzoekingen gedaan naar het afschieten van de complete neus van het vliegtuig, maar deze methode kwam slechts bij enkele speciale vliegtuiguitvoeringen in productie, onder meer bij de General Dynamics F-111. De eerste versies van de Lockheed F-104 Starfighter waren uitgerust met een afwijkend type schietstoel, waarbij de piloot onderuit het toestel werd geschoten. Bij ongevallen op geringe hoogte is zo'n systeem onbruikbaar; daarom wordt deze methode niet meer toegepast. Bij moderne systemen kan de piloot zich zelfs nog in veiligheid brengen als zijn toestel op de grond stilstaat, dankzij de ‘zero-zeroschietstoel’ (die werkt bij hoogte zero en snelheid zero).
Het Amerikaanse ruimtevliegtuig Spaceshuttle had geen schietstoelen voor de bemanning, deze werden na de eerste vier bemande testvluchten verwijderd. Later was het gebruik van schietstoelen in de Spaceshuttle ook niet meer mogelijk vanwege de grote omvang van de bemanning (tot 8 personen). De Russische Sojoez beschikt evenmin over schietstoelen, maar maakt gebruik van een ontsnappingsraket die de hele capsule, inclusief de bemanning in veiligheid kan brengen.

## Trivia
- Tot juli 2012 hebben schietstoelen van het bedrijf Martin-Baker al 7400 levens gered.[1]
- De Aston Martin DB5 van James Bond was uitgerust met een schietstoel om ongewenste passagiers snel te verwijderen uit de auto.